# Águas Claras (Distrito Federal)
Águas Claras es una región administrativa del Distrito Federal brasileño.

## Historia
En diciembre de 1992 la Ley de Distrito n.º 385 autorizó la implantación del barrio de Águas Claras en la región administrativa de Taguatinga y aprobó el respectivo plan de ocupación. Diseñada por el arquitecto y urbanista Paulo Zimbres, Águas Claras comenzó a ser construida tras su creación. Se convirtió en región administrativa del Distrito Federal a partir de 2003, por medio de la Ley de Distrito n.º 3153, del 6 de mayo.
La ciudad se hizo famosa por su crecimiento acelerado, con grandes y diversas empresas inmobiliarias surgiendo a cada mes.
Águas Claras, posee un área de aproximadamente 31,5 km² y una población de poco más de 135 mil habitantes.

## Etimología
Su nombre es una referencia al río homónimo que nace en la región y abastece el Lago Paranoá.

## Localización
Águas Claras se encuentra entre Taguatinga, Vicente Pires, Park Way, Guará, Núcleo Bandeirante y Riacho Fundo, siendo su principal vía de acceso la Ruta Parque Taguatinga (EPTG). En esta, se localiza el viaducto Israel Pinheiro, inaugurado el 16 de agosto de 2008, que da acceso a la región administrativa. Otra importante vía de acceso es la Ruta Parque Vicente Pires (EPVP), que forma una conexión entre la EPTG y la Ruta Parque Núcleo Bandeirante (EPNB), pasando por el medio del Park Way.
Los límites de la región administrativa de Águas Claras todavía no fueron publicados oficialmente, pero la administración de Águas Claras considera que está delimitada al norte por la Ruta Parque Taguatinga (EPTG / DF-085), al este por el Río Vicente Pires, al sur por la Ruta Parque Núcleo Bandeirante (EPNB / DF-075) y al oeste por la Ruta Parque Contorno (EPCT / DF-001 / Pistão Sur).
Forma parte de la conurbación oeste de Brasilia, que alberga las llamadas salidas Sur (región de la BR-040 y BR-060) y Oeste (región de la BR-070).

## Subdivisiones
Águas Claras está formada por sectores de manzanas residenciales y comerciales. Además de la parte "vertical" de la ciudad (con edificios de hasta 28 pisos), la región administrativa de Águas Claras también está compuesta por el barrio del Areal y por el Sector Habitacional Arniqueiras (comprendiendo los conjuntos habitacionales Arniqueiras, Vereda da Cruz y Vereda Grande), además del Área de Desarrollo Económico (ADE). 
Los caminos del metro dividen la ciudad en lados Sur y Norte. Las calles están numeradas siguiendo un modelo: Calle 20 Sur; Calle 21 Sur… (al sur) y Calle 20 Norte; Calle 21 Norte… (al norte); estos padrones forman parte de la organización de la ciudad. Las avenidas, alamedas y plazas poseen nombres inspirados en la flora y fauna brasileña: Araucárias, Castanheiras, Flamboyant, Ipê Amarelo, Jequitibá, Pau-Brasil, Paineiras, Pitangueiras, Bem-te-vi, Eucaliptos, etc.

## Parque ecológico

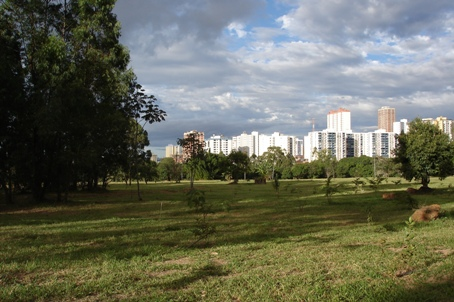
Parque de Águas Claras

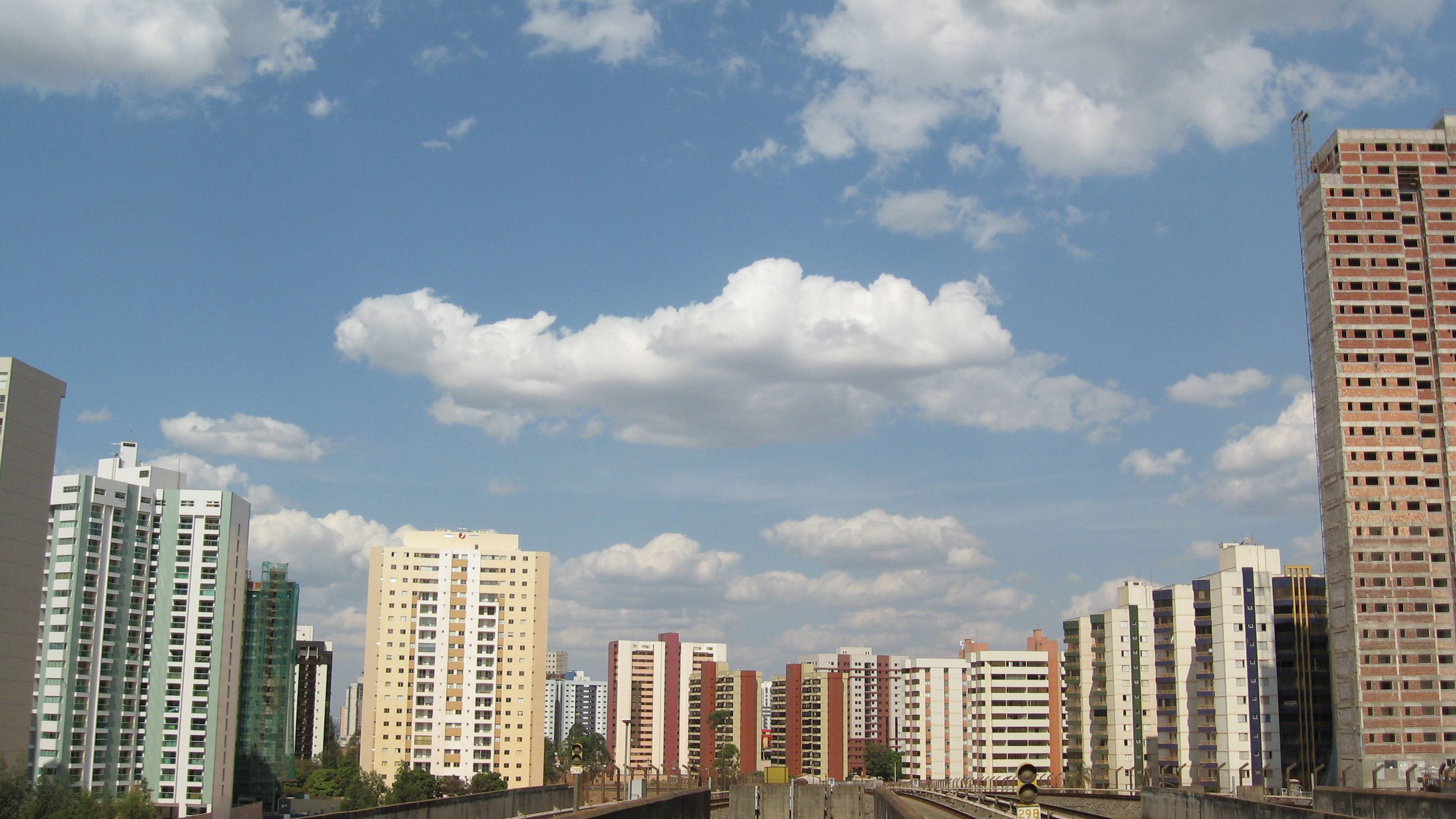
La ciudad vista desde la estación del metro

Águas Claras posee un frondoso parque ecológico. Se estableció en 2000 por proyecto de ley del Gobierno del Distrito Federal y está dotado de una estructura racional. Además del edificio de la administración y de otro para eventos, posee varias manzanas deportivas; parques infantiles; barbacoas y senderos para marcha y ciclismo. Dentro del parque también funciona una unidad de la policía forestal y del Grupo Escoteiro Ave Branca.
Una pequeña pero exuberante reserva de bosque ciliar acompaña los pequeños arroyos que cruzan el parque. Hay también dos lagos donde solamente está permitida la contemplación. El parque está repleto de árboles frutales, plantados por antiguos pobladores que allí habitaban antes de la implantación del parque.

## Economía
La ciudad fue la 6ª región con las viviendas más caras de Brasil en 2012, según el "Anuario del Mercado Inmobiliario Brasileño de la Lopes", con nueve proyectos, totalizando 1.607 unidades y 619 millones de reales en "Valor General de Ventas". Comparativamente, el Distrito Federal fue el cuarto mayor mercado nacional en 2012, con un montante que sumaba un VGV de 3.300 millones de reales.

## Infraestructura
El crecimiento rápido de la ciudad, con decenas de edificios residenciales siendo inaugurados cada año, hace que Águas Claras ya sea considerada el mayor productor de obras de América Latina.

### Transporte
Águas Claras está cortada por la línea del Metro de Brasilia y posee cuatro estaciones: Arniqueiras, Águas Claras, Concessionárias y Estrada Parque (esta última todavía no operativa). Posee líneas regulares de autobús a Brasilia, Taguatinga y Ceilândia.
Con la inauguración de un conjunto de cuatro viaductos el 24 de enero de 2009, las Avenidas Araucárias y Castanheiras y los Bulevares que delimitan la línea del metro se transformaron en vías de sentido único, promoviendo de esta forma la fluidez del tránsito local. 
La reforma de Estrada Parque Taguatinga (EPTG), parcialmente entregada a la población en noviembre de 2010, disminuyó el tiempo de recorrido entre Águas Claras y Brasilia. Con más franjas de rodaje y vías marginales para auxiliar el flujo de vehículos, la EPTG pasó a integrar la "Línea Verde", parte fundamental del proyecto Brasilia Integrada. La obra prevé también la implementación del corredor exclusivo para autobús y los carriles-bici.
Otra obra prevista para la región es la construcción de la Estada Parque Interbairros (EPIB), que unirá Brasilia a Samambaia, pasando al lado de Águas Claras.
El transporte público todavía es insuficiente, repitiendo un problema crónico presente en todo el Distrito Federal. Muchas paradas de autobús de Águas Claras todavía no poseen refugios, causando trastornos a los usuarios. Debido a la expansión de la línea y la inauguración de nuevas estaciones del metro en Ceilândia, en 2008, el sistema de metro pasó a presentar señales de agotamiento, con atrasos y hacinamiento de trenes, perjudicando uno de los principales medios de conexión entre Águas Claras y otras regiones administrativas del Distrito Federal.

### Salud, Educación y Seguridad
Águas Claras todavía no dispone de hospital ni escuelas públicas. La 21ª Delegación de Policía, que atiende a la región, está localizada en el Areal. A partir de 2008, fueron inaugurados puestos de Policía Militar, en las proximidades de las Avenidas Araucárias y Castanheiras. La ausencia de infraestructuras de servicios públicos hace que la población recurra a los servicios existentes en Taguatinga o en Brasilia.